# Гіосціамін

Гіосціамін

Гіосціамін — тропановий алкалоїд белладонни, блекоти, дурману, мандрагори та деяких інших рослин родини пасльонових.
Знижує тонус гладкої мускулатури шлунково-кишкового тракту, зменшує моторику (рухливість шлунково-кишкового тракту), знижує секрецію (виділення) шлункового соку. Зменшує секрецію залоз глотки, трахеї, бронхів.
Для отримання гіосціаміна насіння блекоти обробляють киплячим 90 % спиртом, підкисленим винною кислотою, з витяжки спирт відганяють; верхній, зелений, маслянистий шар залишилася рідини збовтують з розбавленою сірчаною кислотою, кислу витяжку майже нейтралізують поташем, фільтрують і випарюють до сиропоподібної густини. При додаванні спирту осідає сірчано-калієва сіль, яку відокремлюють, а залишок, за відгонки спирту, витягують хлороформом в присутності поташу. З хлороформу гіосціамін знову витягують сірчаною кислотою, сірчанокислу сіль очищають тваринам вугіллям, розкладають крейдою і гіосціамін витягують остаточно хлороформом (Дюкенель). Чистий гіосціамін кристалізується в блискучих голочках (з розведеного спирту) або призмах (з хлороформу), плавиться при 108,5 °, спиртовий розчин його обертає вліво — [α] D = 21 °. Подібно атропіну, гіосціамін діє розширюючи зіницю ока. При тривалому нагріванні вище точки плавлення (Шмідт) або при дії їдких лугів на його спиртовий розчин (Віль і Бредіг) гіосціамін переходить в атропін, який, за Ладенбург, стоїть в тому ж відношенні до гіосціаміну, як виноградна кислота до винної. При енергійній дії кислот, або їдких лугів, гіосціамін дає ті ж продукти що атропін (Ладенбург).[джерело?]